# Naturschutzgebiet Luisenhofer Teiche
Koordinaten: 53° 36′ 12,3″ N, 13° 25′ 3,9″ O
Das Naturschutzgebiet Luisenhofer Teiche ist ein 30 Hektar großes Naturschutzgebiet in Mecklenburg-Vorpommern drei Kilometer östlich von Neuenkirchen. Die Unterschutzstellung erfolgte am 7. Juli 1995. Das Schutzgebiet umfasst aufgelassene Torfstiche im Tal der Datze mit umgebenden Bruchwäldern.
Der aktuelle Gebietszustand wird als befriedigend eingeschätzt, da der Wasserhaushalt der Flächen durch umgebende tiefe Entwässerungsgräben gestört ist und die Teiche periodisch trockenfallen. Nachteilig auf die Vogelwelt wirkt sich weiterhin der rege Angelbetrieb aus. Ein Wanderweg entlang der Datze streift das Gebiet.

## Geschichte
Die Schutzgebietsfläche liegt eingebettet das Datze-Tal, welches eiszeitlich durch Eiszerfall einer Gletscherspalte entstand. Das Datzetal vermoorte anschließend. Im heutigen Schutzgebiet erreicht die Torfschicht eine Mächtigkeit von bis zu 2,5 Meter. Torfstiche wurden zum Torfabbau angelegt – vor allem in der ersten Hälfte des 20. Jahrhunderts erfolgte eine intensive Nutzung. Es blieben die heutigen Luisenhofer Teiche zurück. Die Randbereiche werden seit Jahrhunderten beweidet, wobei die Flächen heutzutage einer naturschutzgerechten Grünlandnutzung unterliegen.

## Pflanzen- und Tierwelt
In den Teichen findet sich eine vielfältige Pflanzendecke mit Gemeinem Hornblatt und Armleuchteralgen. In Uferbereichen wachsen Schwarz-Erle, Weide, Birke und Faulbaum. Pfeifengraswiesen mit Nordischem Labkraut, Tormentill, Bachnelkenwurz und Gemeinem Wassernabel bedecken die Bereiche zwischen den ehemaligen Torfstichen. Umgebender Bruchwald setzt sich aus Erle, Gemeiner Esche, Berg-Ahorn und Berg-Ulme zusammen.
Im Gebiet konnten 85 Vogelarten nachgewiesen werden, darunter Rothals- und Zwergtaucher, Schnatterente, Rohrweihe, Kranich, Beutelmeise und Schreiadler. Der Fischotter kommt zeitweise vor.